# Stephan Hörner
Stephan Hörner (* 1958) ist ein deutscher Musikwissenschaftler und Vorstandsmitglied der Gesellschaft für Bayerische Musikgeschichte.
Hörner ist Herausgeber mehrerer Editionen in der Reihe Denkmäler der Tonkunst in Bayern sowie von Studienbänden und Tagungsberichten. Außerdem hat er verschiedene Partituren ediert.
Gemeinsam mit Bernhold Schmid gab Hörner die Festschrift für Horst Leuchtmann zum 65. Geburtstag heraus (bei Hans Schneider, Tutzing 1993).

## Publikationen (Auswahl)
Bücher
- Josef Rheinberger; Tutzing : Schneider, 2005
- Franz Lachner und seine Brüder; Tutzing : Schneider, 2006
- Abt Gallus Zeiler OSB (1705–1755) und die Musikpflege im Kloster St. Mang in Füssen; Tutzing : Schneider, 2007
- Das Musikleben am Hof von Kurfürst Max Emanuel; Tutzing : Schneider, 2012

Noten
- Mozart: Konzert für Klavier und Orchester G-Dur KV 453 [Musikdruck]. Wiesbaden : Breitkopf und Härtel; München : G. Henle, 2008, [Stimmen]
- Mozart Konzert für Klavier und Orchester G-Dur [Musikdruck]; Wiesbaden – Breitkopf & Härtel; München : G. Henle, 2008, Partitur
- Mozart Klavierkonzert G-Dur KV 453 [Musikdruck] – München : G. Henle, c 2006, Urtext
- Mozart: Konzert für Klavier und Orchester G-Dur [Musikdruck] – Wiesbaden. Breitkopf und Härtel; München : G. Henle, [2013?]
- Symphonische Dichtungen von Komponisten der "Münchner Schule" [Musikdruck] – Wiesbaden : Breitkopf und Härtel, 2005, [Partitur]
- Denkmäler der Tonkunst in Bayern / N.F. / Bd. 11. Ausgewählte Sinfonien aus der Münchener Schaffensperiode c 1996, [Partitur]